# Epilobium parviflorum
Espèce
Classification APG III (2009)
Statut de conservation UICN

 LC  : Préoccupation mineure
Epilobium parviflorum, l'Épilobe à petites fleurs ou encore Épilobe-mollet, est une espèce de plantes à fleurs de la famille des onagracées.

## Description
C'est une plante herbacée de 30-80 cm., dressée, mollement poilue, à souche tronquée, émettant de courtes rosettes de feuilles ; tige sans lignes saillantes ; feuilles inférieures et moyennes opposées, oblongues-lancéolées, à peine denticulées, sessiles, non embrassantes ; fleurs d'un rose pâle, petites (6-7 mm. de diamètre), toujours dressées, en grappes feuillées; bouton floral obtus, à sépales mutiques; pétales bilobés, dépassant à peine le calice ; 4 stigmates, étalés en croix ; capsule pubescente.

## Distribution
On peut la trouver dans toute l'Europe jusqu'au sud de la Suède, en Asie occidentale jusqu'à l'Inde, en Afrique et en Amérique septentrionale.

## Caractéristiques
- Sexualité : hermaphrodite
- Ordre de maturation : homogame
- Pollinisation : entomogame, autogame
- Fruit : capsule
- Dissémination : anémochore
- Type biologique : hémicryptophyte érigé
- Formation végétale : hémicryptophytale

## Usage médicinal
Des extraits de la plante sont utilisés en médecine traditionnelle contre les affections de la prostate, des reins et de la vessie en raison de leur effet antioxydant et anti-inflammatoire,,. Il est démontré que des extraits d'épilobe sont capables, in vitro, d'inhiber la prolifération des cellules prostatiques humaines en freinant la progression du cycle cellulaire.
D'autres espèces d'épilobe possèdent un pouvoir thérapeutique : l'épilobe rosé (Epilobium roseum), l'épilobe des montagnes (Epilobium montanum), l'épilobe foncé (Epilobium obscurum), l'épilobe lancéolé (Epilobium lanceolatum), l'épilobe des collines (Epilobium collinum), l'épilobe des marais (Epilobium palustre) et l'épilobe des moraines (Epilobium fleischeri).
Préparation de la tisane : ébouillanter une cuillerée à café d'herbes avec 1/4 de litre d'eau, laisser reposer rapidement. Boire seulement deux tasses par jour, une le matin à jeun et l'autre le soir une demi-heure avant de se coucher.